# Three Men from Texas
Three Men from Texas è un film del 1940 diretto da Lesley Selander.
È un western statunitense con William Boyd, Russell Hayden e Andy Clyde.
Il personaggio principale, interpretato da Boyd, è Hopalong Cassidy, l'eroe del vecchio West nato da una serie di racconti brevi dall'autore Clarence E. Mulford e protagonista di oltre 60 film western e di una serie televisiva.

## Produzione
Il film, diretto da Lesley Selander su una sceneggiatura di Norton S. Parker, fu prodotto da Harry Sherman tramite la Harry Sherman Productions e girato a Lone Pine (tra le location il Lone Pine Creek Canyon), in California, dal 16 aprile 1940. Il titolo di lavorazione fu Ranger Guns West.

## Distribuzione
Il film fu distribuito negli Stati Uniti dal 15 novembre 1940 al cinema dalla Paramount Pictures.
Altre distribuzioni:
- in Francia il 4 giugno 1947 (Trois hommes du Texas)
- in Danimarca il 29 aprile 1949
- in Germania Ovest il 23 dicembre 1949 (Drei Männer aus Texas)
- in Danimarca il 23 novembre 1950 (redistribuzione)
- in Austria nel 1951 (Drei Männer aus Texas)
- in Danimarca il 2 novembre 1955 (redistribuzione)
- in Belgio (Trois hommes du Texas)
- in Spagna (Hombres del Oeste)
- nel Regno Unito (Ranger Guns West)